# Büntetés-végrehajtási intézet
A büntetés-végrehajtási intézet az igazságügyi miniszter 20/1997. (VII. 8.) IM rendelete alapján:
- a szabadságelvonással járó büntetések, intézkedések,
- a büntetőeljárásjogi kényszerintézkedések,
- a szabálysértés miatt kiszabott pénzbírság átváltoztatása folytán megállapított elzárás, továbbá
- az idegenrendészeti őrizet végrehajtásával összefüggő büntetés-végrehajtási feladatok ellátására, valamint
- a fogvatartottak – köztük a kóros elmeállapotúak – gyógykezelésére és elmeállapotának megfigyelésére és kivizsgálására

létrehozott büntetés-végrehajtási szerv.

## A büntetés-végrehajtási intézetek ellenőrzése
2017-ig civil és karitatív szervezetek - elsősorban a jogi segítséget nyújtó Magyar Helsinki Bizottság - bejárhattak a BV intézetekbe a fogvartartottak jogait és fogvatartásuk körülményeit ellenőrizni, javaslatokat tenni és a dolgozók munkáját segíteni. A Büntetés-végrehajtás Országos Parancsnoksága (BVOP) azonban egyoldalúan, 2017. október 1-i hatállyal felmondta ezeket a kétoldalú megállapodásokat. Azóta a BV intézeteknek semmilyen társadalmi ellenőrzése nem biztosított.